# Tallebudgera Creek Dam
Tallebudgera Creek Dam är en sjö i Australien. Den ligger i delstaten Queensland, omkring 85 kilometer söder om delstatshuvudstaden Brisbane. 
I omgivningarna runt Tallebudgera Creek Dam växer i huvudsak städsegrön lövskog. Runt Tallebudgera Creek Dam är det ganska glesbefolkat, med 24 invånare per kvadratkilometer. Genomsnittlig årsnederbörd är 1 801 millimeter. Den regnigaste månaden är januari, med i genomsnitt 320 mm nederbörd, och den torraste är oktober, med 41 mm nederbörd.